# Jardins botaniques de Durban
Les jardins botaniques de Durban sont situés dans la province de KwaZulu-Natal en Afrique du Sud. Ils font partie des plus anciens jardins botaniques  de l'Afrique. Les jardins couvrent une superficie de 15 ha  dans un climat subtropical.

## Localisation et historique
Les jardins botaniques de Durban se situent à Durban dans la province de KwaZulu-Natal en Afrique du Sud. Ils font partie des plus anciens jardins botaniques de l'Afrique,,.
Le premier jardin est créé en décembre 1849 par le Dr Charles Johnston (en) au bord de la crête de  Berea (en), à côté de la rvière Umgeni (en).  En 1851, En 1851, les jardins sont relocalisés au pied de la crête de Berea, une zone encore largement boisée et peu peuplé.  
Les jardins botaniques de Durban sont créés pour participer à la quête des jardins de Kew visant à établir une série de jardins botaniques à travers le monde qui aideraient à l'introduction de plantes économiquement précieuses et à fournir à Kew des plantes qui étaient nouvelles pour la science.  
En 1965, les jardins botaniques de Durban sont connus pour leur collection de Cannas et le conservateur Ernest Thorp envoie trois variétés de rhizomes aux  jardins de Longwood (en)aux États-Unis sur demande. 
En 1999, les jardins sont étudiés et cartographiés pour sauvegarder les informations sur les plantes qui s'y retrouvent à l'aide du Système d'information géographique.

## Gestion
Le botaniste John Medley Wood s'occupe de la conservation de 1882 à 1913, et les jardins botaniques de Durban avec le soutien du gouverneur de la colonie du Natal, Sir Henry Ernest (en). 
En 1882, il crée l’herbier du gouvernement du Natal où il conserve plusieurs milliers de spécimens végétaux, incluant un grand nombre issus de la région du KwaZulu-Natal.  
John Medley Wood découvre de nombreuses nouvelles espèces de plante qui sont envoyées aux jardins de Kew. Sa découverte la plus célèbre est une touffe d'une grande espèce de cycas dans la forêt d'Ongoye (en) en 1895. Il est nommé en son honneur en 1908 sous le nom de Cycas de Wood, Encephalartos woodii, par l'horticulteur anglais Henry Sander.  
Trois rejets basaux du cycas sont collectés par l'adjoint de Wood, James Wylie, en 1903 et plantés dans les jardins botaniques de Durban et de nouveau lors d'une expédition en 1907. Le Cycas de Wood est  l'emblème des jardins botaniques de Durban où les spécimens originaux poussent. 
En 1913, la majeure partie du jardin est transférée à la Corporation de Durban mais environ 1 acres  y compris l'herbier et la maison de Medley Wood a été supprimé et transféré au Département de l'agriculture (en)) de l'Union, l'année suivante. Après la mort de Medley le 26 août 1915, il est remplacé comme conservateur de l'herbier par PA van der Bijl, un mycologue.

## Collections de plantes

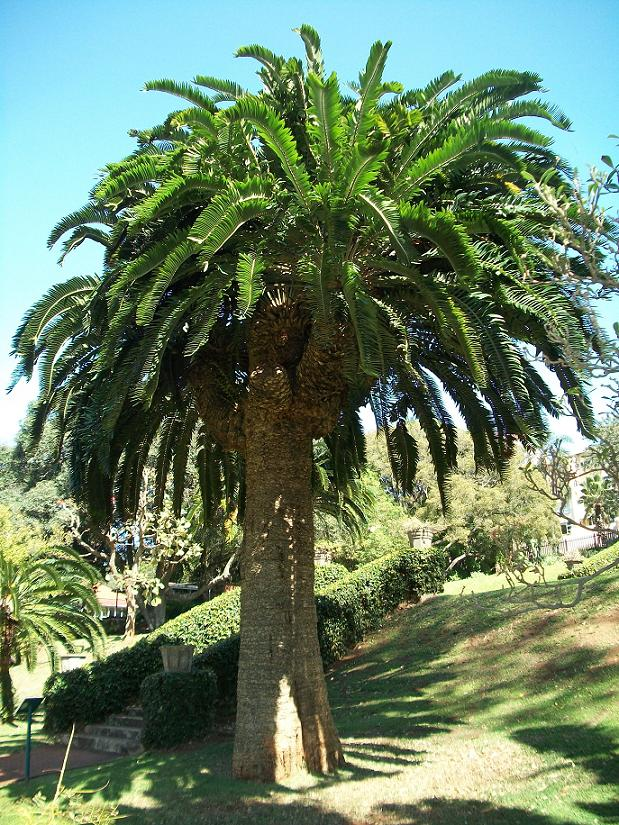
Encephalartos woodii dans les jardins botaniques de Durban

Les jardins abritent une vaste collection de cycadales d'Afrique du Sud et d'autres régions du monde. Les spécimens les plus remarquables sont ceux du Cycad de Wood. En 1992 et 1993, les cycadales sont réorganisées afin de représenter leur répartition géographique,. Les espèces qui y poussent comprennent : 
- Encephalartos altensteinii
- Encephalartos arenarius (en)
- Encephalartos ferox
- Encephalartos horridus
- Encephalartos lehmannii
- Encephalartos longifolius (en)
- Encephalartos natalensis (en)
- Encephalartos villosus (en)
- Stangeria eriopus

Il y a au moins 1 354 arbres individuels et environ 917 palmiers qui poussent dans les jardins botaniques de Durban.  

## Note et Références

### Note
- (en) Cet article est partiellement ou en totalité issu de l’article de Wikipédia en anglais intitulé « Durban Botanic Gardens » (voir la liste des auteurs).